# Eucalyptus ligustrina
Eucalyptus ligustrina är en myrtenväxtart som beskrevs av Dc.. Eucalyptus ligustrina ingår i släktet Eucalyptus och familjen myrtenväxter. Inga underarter finns listade i Catalogue of Life.